# Eustaquio de Guînes
Eustaquio de Guînes también Eustache y Eustace (Latín: Eustacium, apodado Barba Blanca, c. 1016-1065 o 1071), fue un noble francés de origen normando, cuarto conde de Guînes. Era hijo de Rodolfo de Guînes y Rosella de Saint Pol (c. 995-1062). Vasallo de Balduino IV de Flandes (el Barbudo, conde de Flandes). Eustaquio gobernó su condado con justicia y sin excesos. Lamberto de Ardres elogió su valor, su bondad hacia sus súbditos y su celo por la justicia.
Otras fuentes citan su fecha de defunción hacia 1071, participó en la conquista normanda de Inglaterra y luchó en la batalla de Hastings, donde recibió un golpe de hacha en la espalda que pese a no ser mortal, le dejó fuera de combate.

## Herencia
Se casó con Suzanne de Ghermines (c. 1020-1099), hija de Siher de Ghermines, «muy noble» chambelán del Condado de Flandes.
Fruto de esa relación nacieron varios hijos:
- Balduino de Guînes (c. 1038-1094);
- Guillermo de Bournonville (c. 1041-1071);
- Beatrix de Bournonville;
- Adele de Bournonville (c. 1045-1112), esposa de Géraud I d'Armagnac(c. 1043-1101);
- Gisèle de Guînes (c. 1037-1089), esposa de François de Bours (c. 1024-1069).